# Invisible Man (canção)
"Invisible Man" é o primeiro single do álbum autointitulado de 98 Degrees, lançado em 24 de junho de 1997. Foi o seu hit de estréia alcançando o 12° lugar no Billboard 100 e nas outras paradas musicais da mesma: o 38° no R&B/Hip-Hop Songs, 12° no Pop Songs e o 26° lugar no Adult Contemporary. No Top 40 o single conseguiu alcançar o 7° lugar.Em 22 de setembro de 1997 recebeu o certificado de disco de ouro nos EUA. Na Nova Zelândia conseguiu alcançar o 10° lugar no chart principal.

## Vídeo clipe
Há duas versões de vídeo clipes para o single. A primeira é em preto e branco e mostra o quarteto saindo de um carro no meio da chuva indo para um galpão abandonado onde passam o tempo cantando. A segunda versão é colorida e mostra o grupo em uma festa cantando para uma moça que não dá atenção para eles e passa a festa toda se divertindo com um rapaz.

## Lista de faixas
| US Single      |                                |         |  |
| N.º            | Título                         | Duração |  |
| 1.             | "Invisible Man" (LP version)   | 4:41    |  |
| 2.             | "Invisible Man" (Instrumental) | 4:42    |  |
| Duração total: | Duração total:                 | 8:83    |  |

| UK Single      |                                 |         |  |
| N.º            | Título                          | Duração |  |
| 1.             | "Invisible Man" (Radio Version) | 3:53    |  |
| 2.             | "Invisible Man" (LP Version)    | 4:41    |  |
| Duração total: | Duração total:                  | 7:95    |  |

| UK Maxi-Single |                                 |         |  |
| N.º            | Título                          | Duração |  |
| 1.             | "Invisible Man" (Radio Version) | 3:53    |  |
| 2.             | "Invisible Man" (Album Version) | 4:41    |  |
| 3.             | "Invisible Man" (Instrumental)  | 4:42    |  |
| 4.             | "Invisible Man" (A Capella)     | 4:26    |  |
| Duração total: | Duração total:                  | 16:62   |  |

## Desempenho nas paradas
| Paradas (1997)                | Melhores posições |
| ----------------------------- | ----------------- |
| Billboard Hot 100             | 12                |
| Pop Songs                     | 12                |
| Hot R&B/Hip-Hop Songs         | 38                |
| Hot Adult Contemporary Tracks | 26                |
| Hot Canadian Digital Singles  | 6                 |
| New Zealand Charts            | 10                |